# Ålspånga Säteri
Ålspånga Säteri är ett tidigare säteri i Bettna socken, Flens kommun.
Ålspångas historia går tillbaka till 1395, då riddaren Sten Stensson donerade gården till Vadstena kloster. Omkring år 1562 var gården under Claes Göranssons ägo.
Gården blev först ett säteri år 1669 när gården köptes av häradshövdingen Åke Wrång. Säteriet ärvdes inom familjen fram till 1707. Idag ingår säteriet i koncernen Gullringsbo Egendomar. Säteriet bedriver lant- och skogsbruk men föder även upp och tränar hästar.
Den nuvarande huvudbyggnaden byggdes runt 1750 efter att den tidigare mangårdsbyggnaden hade brunnit ned. Stilen för huvudbyggnaden är typisk för säterier och herrgårdar omkring i Sverige. De två flyglarna från 1600-talet är de äldsta byggnaderna på godset.